# 안티폰
람누스의 안티폰(Ἀντιφῶν, 기원전 480 ∼ 기원전 411년경)은 당시 아테나이에서 가장 뛰어난 웅변가, 수사학 교사였다. 그는 수사학의 역사가 재판으로 비롯되었다고도 할 수 있는 여러 업적들을 남겼으며 고르기아스와 함께 수사학 이론을 풍부하게 만들고 체계화시켰다.
그는 변론의 배치를 다섯 `부문`으로 나누라고 가르쳤는데, 이것은 어떤 종류의 담화에든 적용될 수 있는 것이었다. 또한 논거의 유형인 `공론`들의 목록을 작성했는데, 사람들은 이것을 암기하여 갖가지 소송에도 이용했다. 안티포네스는 `진심임직한 것`에 대한 이론도 확립했다. 그리고 가능한 모든 경우들을 제거함으로써 그는 피고만이 혐의가 있을 수 있다는 결론도 내린다. 그가 제시하는 대부분의 `공론`들은 모든 소송사건들, 나아가 요즘 시대에도 타당하다.
웅변가인 람누스의 안티폰과 여러 이야기로부터 전해지는 소피스트 '안티폰'이 동일인물인가에 관한 논란이 있다.